# Милбреј (Калифорнија)
Милбреј (енгл. Millbrae) град је у америчкој савезној држави Калифорнија. По попису становништва из 2010. у њему је живело 21.532 становника.

## Демографија
Према попису становништва из 2010. у граду је живело 21.532 становника, што је 814 (3,9%) становника више него 2000. године.
| Група             | 2000.          | 2010.         |
| Белци             | 11.674 (56,3%) | 8.736 (40,6%) |
| Афроамериканци    | 165 (0,8%)     | 179 (0,8%)    |
| Азијати           | 5.651 (27,3%)  | 9.205 (42,8%) |
| Хиспаноамериканци | 2.376 (11,5%)  | 2.555 (11,9%) |
| Укупно            | 20.718         | 21.532        |